# Primula scandinavica
Primula scandinavica is een plant uit de sleutelbloemfamilie (Primulaceae).

De soort lijkt op Primula scotica en Primula farinosa. 
Het plantje is echter hoger, heeft meer en minder kleine bloemen. De bloeitijd loopt van juni tot augustus.
Het plantje komt alleen op kalkhoudende bodem voor in de gebergten in het noorden van Scandinavië.
... · P. auricula (Aurikel) · 
P. beesiana · 
P. bulleyana · 
P. clusiana · 
P. denticulata ·  
P. elatior (Slanke sleutelbloem) · 
P. farinosa · 
P. florindae · 
P. glutinosa (Kleverige sleutelbloem) · 
P. hirsuta · 
P. japonica · 
P. minima (Dwergsleutelbloem) · 
P. nutans · 
P. rosea · 
P. scandinavica · 
P. scotica · 
P. sieboldii · 
P. stricta · 
P. veris (Gulden sleutelbloem) · 
P. vulgaris (Stengelloze sleutelbloem) · ...